# 莱里茨-蒙卡桑
莱里茨-蒙卡桑（法語：Leyritz-Moncassin，法語發音：[lɛʁits mɔ̃kasɛ̃]）是法国洛特-加龙省的一个市镇，属于内拉克区。该市镇于1839年由原市镇莱里茨（Leyritz）和蒙卡桑（Moncassin）合并而成。

## 地理
莱里茨-蒙卡桑（44°19'38"N, 0°9'39"E）面积20.24 平方千米，位于法国新阿基坦大区洛特-加龍省，该省份为法国西南部内陆省份，北起多爾多涅省，西接吉倫特省和朗德省，南至热尔省，东临塔恩-加龙省和洛特省。
与莱里茨-蒙卡桑接壤的市镇（或旧市镇、城区）包括：拉济梅、昂泽、卡隆日、卡斯泰尔雅卢、卡斯泰勒阿穆鲁堡、拉雷于尼翁、圣热姆-马尔塔亚克、凯朗自由城、皮什达日奈。
莱里茨-蒙卡桑的时区为UTC+01:00、UTC+02:00（夏令时）。

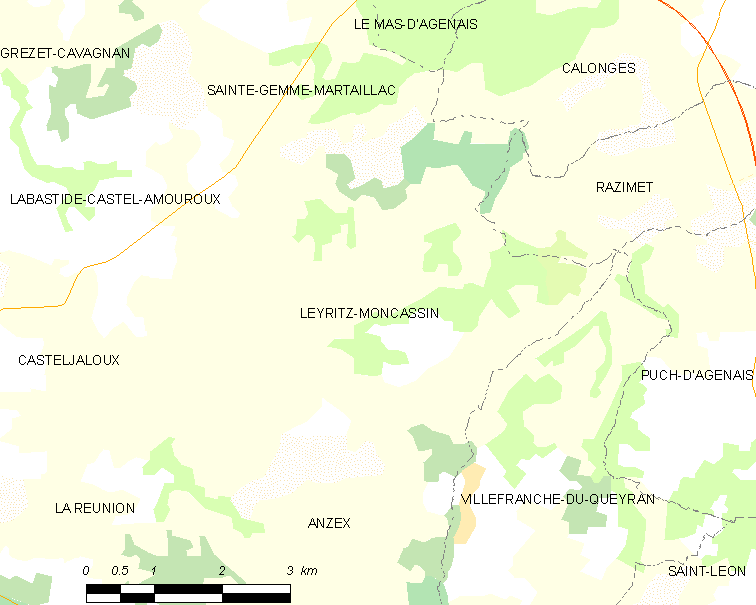
莱里茨-蒙卡桑的OSM定位图

## 行政
莱里茨-蒙卡桑的邮政编码为47700，INSEE市镇编码为47148。

## 政治
莱里茨-蒙卡桑所属的省级选区为加斯科涅森林县。

## 人口

1962-2008年间莱里茨-蒙卡桑人口变化图示

莱里茨-蒙卡桑于2022年1月1日时的人口数量为206人。